# Dell Inspiron Mini 9
El Dell Inspiron Mini 9 (conegut també com a Inspiron 910) és el primer netbook ofert per Dell i fabricat per Compal Electronics (el mateix que fabrica el MSI Wind i el HP mininote 2133) dins d'aquest mercat que comparteix entre d'altres amb el EeePC o l'Aspire One. Inicia la seva comercialització el 16 de setembre de 2008 a un preu de 349 dólars.

## Especificacions
S'ofereix amb una pantalla de 8.9" WSVGA (1024x600), processador Intel Atom a 1,6 GHz, memòria RAM DDR2 de 512 o 1024 Mb, adaptador gràfic Intel 950 GMA, disc dur SSD de 4, 8 i 16 Gb. Els sistemes operatius a elegir són el Microsoft Windows XP Home ULCPC Edition amb Service Pack 3 o l'Ubuntu Linux 8.04.
En connectivitat, equipa WiFi 802.11b/g, 3 ports USB 2.0, lector de targetes 4 en 1 i, en funció del mercat, pot elegir-se amb una webcam de 0.3 o 1.3 Mpx o bluetooth.
El pes total del conjunt és d'1,035 kg (2,28 lbs) i la seva bateria dura fins a 4 hores.

## Detalls

### Teclat
El Mini 9 no té tecles dedicades a les function keys. Per poder usar-les (de la F1 a la F10) cal premer la tecla "Fn" i la tecla que té les function keys en un segon pla. No existeixen les tecles F11 i F12; això no obstant, Windows disposa d'un teclat en pantalla complet.
Alguns usuaris han criticat la dificultat que té usar el teclat per primera vegada; alguns usuaris han reconfigurat el teclat, substituint les semicolon key per l'apostrophe key.

### 3G/PCI Express Mini Card slot
El manual de servei de Dell mostra imatges d'un slot Mini PCI Express lliure, el qual en un principi es va deixar pensant en una ampliació a capacitats 3G; les primeres unitats, tot i tenir l'espai, no incloen el connector físic del port Mini PCI en la placa base.
Això no obstant, pot gaudir-se del 3G a través d'un telèfon 3G o modem 3G USB. Vodafone anuncià que pel setembre de 2008 oferiria el Dell Mini 9 de franc en contractes de 2 anys de duració.